# کوزه گران (دره‌شهر)
تپه کوزه گران مربوط به عصر مس است و در شهرستان دره‌شهر، بخش مرکزی، دهستان ارمو، ۲۰۰ متری جنوب غرب روستای متروکه سرگچله واقع شده و این اثر در تاریخ ۳۰ بهمن ۱۳۸۶ با شمارهٔ ثبت ۲۱۰۴۰ به‌عنوان یکی از آثار ملی ایران به ثبت رسیده است.